# Variable lluminosa blava

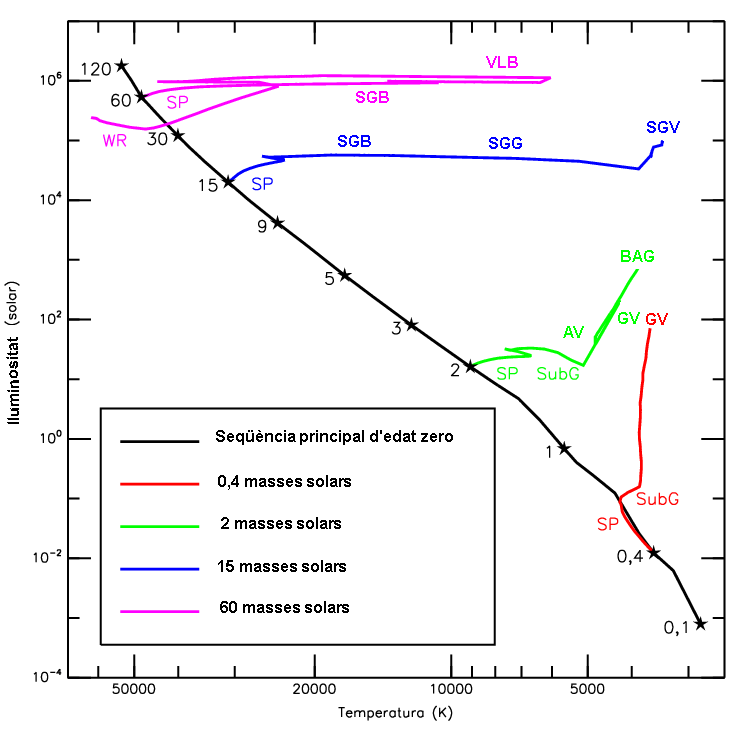
Evolució d'estrelles de diferents masses representades en el diagrama de Hertzsprung-Russell. La fase de variable lluminosa blava apareix marcada com a VLB per al cas de la traça evolutiva de l'estrella de 60 masses solars

Les variables lluminoses blaves (VLB, en anglès luminous blue variables), també conegudes com a variables S Doradus, són les estrelles més lluminoses que es coneixen i entre els seus exemples es troben algunes de les estrelles més massives de l'univers. El seu nombre és extremadament escàs per representar una fase breu de l'evolució estel·lar d'estrelles molt massives, de les quals ja hi ha poques per si mateix. Per sort, la seva elevada lluminositat les fa molt conspícues, per la qual cosa, encara que el seu nombre sigui molt escàs, són fàcils de detectar.
La fase VLB és una de les últimes fases de la vida d'una estrella molt massiva. Les VLB són estrelles la lluentor de les quals varia lentament en escales d'anys, però amb erupcions sobtades que provoquen enormes variacions de lluminositat. Les erupcions són tan violentes que, en diverses ocasions, s'han confós amb explosions de supernova. Es creu que aquestes erupcions es produeixen perquè l'estrella s'acosta perillosament al límit d'Eddington, cosa que fa que la pressió de la radiació expulsi les seves capes més externes de manera violenta. No obstant això, és possible que la presència d'estrelles companyes també jugui un paper en les erupcions. Aquest sembla el cas per a Eta Carinae, la VLB més coneguda.
Els models teòrics indiquen que, en la fase VLB, una estrella que inicialment tingués 120 MSol pot arribar a expulsar desenes de masses solars. Si l'estrella sobreviu a la fase VLB, es converteix en una estrella de Wolf-Rayet.

## Variables lluminoses blaves més importants
- Eta Carinae
- Estrella Pistola
- LBV 1806-20
- P Cygni
- S Doradus
- HD 269850
- HD 269006
- AG Carinae
- Wray 17-96
- AF Andromedae
- AE Andromedae
- HD 5980